# Dryopteris namegatae
Dryopteris namegatae là một loài thực vật có mạch trong họ Dryopteridaceae. Loài này được (Sa. Kurata) Sa. Kurata miêu tả khoa học đầu tiên năm 1969.